# Adolf von Thadden
Adolf von Thadden, född 7 juli 1921 på godset Trieglaff nära staden Greifenberg in Pommern, död 16 juni 1996 i Bad Oeynhausen, var en tysk politiker som var verksam inom olika högerextremistiska partier.

## Biografi
von Thadden blev 1939 medlem av Nationalsocialistiska tyska arbetarepartiet. Han lyckades i november 1946 fly från Pommern, som efter andra världskriget hamnat i Polen, till västzonen. Han var ledare för Deutsche Reichspartei 1961–1964 och Tysklands nationaldemokratiska partis partiledare mellan år 1967 och 1971.